# Scotiabank Arena
Scotiabank Arena, dříve Air Canada Centre, je víceúčelová hala, která stojí v Torontu v Kanadě. Je vhodná nejen pro pořádání sportovních událostí, ale i pro kulturní a zábavní akce, koncerty, veletrhy a další. Stadion se otevřel 19. února 1999 po téměř dvouroční výstavbě. Kapacita haly na lední hokej dosahuje až 20 270 míst, na basketbal dokonce 20 511 míst. Aréna je domovem Toronta Maple Leafs hrajícího nejvyšší severoamerickou soutěž National Hockey League (NHL), basketbalového týmu Toronta Raptors z National Basketball Association (NBA) a Toronta Rock z lakrosové ligy National Lacrosse League (NLL). Krátkou dobu to byl také hlavní stánek týmu Toronta Phantoms, který hrával Arena Football League (AFL). Je známa pod přezdívkami „ACC“ nebo „hangár“.
V současné době je vlastněna společností Maple Leaf Sports & Entertainment. Stejná firma také vlastní Toronto Maple Leafs a Toronto Raptors. V roce 2008 byla aréna vedena jako 5. nejrušnější na světě a zároveň nejrušnější v Kanadě. U stadionu se nachází celkem 13 000 parkovacích míst.
V roce 2016 aréna hostila finále prestižní esport soutěže NA LCS (North America League of Legends Championship Series) mezi TSM (Team SoloMid) a C9 (Cloud9). Hlavně Dánský souboj na středové linii (midlane) mezi Bjergesem a Jensenem.